# Didymocorypha lanceolata
Didymocorypha lanceolata är en bönsyrseart som beskrevs av Fabricius 1798. Didymocorypha lanceolata ingår i släktet Didymocorypha och familjen Tarachodidae. Inga underarter finns listade i Catalogue of Life.